# Éditions Perrochet
Les Éditions Perrochet, fondées en 1906 à La Chaux-de-Fonds par Eugène-Henri Perrochet, sont une maison d'édition suisse spécialisée en cartes postales.

## Histoire
En 1906, Eugène-Henri Perrochet (1884-1958), horloger de formation, fonde à La Chaux-de-Fonds une maison d'édition consacrée à la production de cartes postales, dénommée Perrochet La Chaux-de-Fonds. En 1910, il s'associe avec son cousin David et l'entreprise est alors renommée Perrochet & David. Les deux éditeurs, pouvant compter sur la collaboration de plusieurs photographes tels que Hippolyte Chappuis (1881-1957), se lancent dans la production de cartes photographiques, imprimées à Paris.
Vers 1912, ils produisent leurs premières photographies aériennes, en utilisant un cerf-volant.
En 1915, les deux associés se séparent. David part à Paris alors que Eugène-Henri Perrochet s'installe à Lausanne, où il s'associera par la suite avec un dénommé Matile. En 1917, Perrochet abandonne la pratique des impressions à Paris, rendue impossible par la guerre, et développe son propre atelier avenue de Tivoli à Lausanne. Peu de temps après, la société devient Phototypie & Co., puis, en 1936, Perrochet-Matile Phototypie SA et Perrochet Phototypie de 1938 à 1959.
Eugène-Henri Perrochet meurt en 1958 et la société passe entre les mains d'abord de Charles Videraz et puis de son fils George.
Entre 1960 et 1968, Perrochet SA fonde Pleinciel SA, achète un avion Piper et engage à l'année un pilote et un photographe, pour se lancer dans une campagne systématique de photographies aériennes.
Au début des années 1960, elle édite ses premières cartes photographiques couleur.
À la mort de Georges Videraz en 1992, l'entreprise sera rachetée par Rose-Marie Magnanelli-Decombaz et finalement revendue en 2016 à Photoglob SA.

## Collections
Dès sa fondation, la maison Perrochet se spécialise dans la production de cartes postales consacrées aux paysages suisses ou à des événements particuliers (notamment, la série de 64 cartes postales « Souvenir de l'Exposition nationale Lausanne 1964 »).
Entre 1960 et 1968, elle poursuit la campagne de photographies aériennes « Pleinciel », dont l'objectif est de photographier de façon systématique le territoire suisse.

## Archives
- École polytechnique fédérale de Lausanne, Archives de la construction moderne, fonds Perrochet (1910-1968), cote 0182, [photographies négatives au gélatinobromure sur plaque de verre ; photographies (tirages et négatifs) monochromes ou couleur][4].
- Fonds photographique de la bibliothèque de la ville de La Chaux-de-Fonds.
- Fonds photographique du musée historique de Lausanne.
- Archives cantonales vaudoises, série des archives privées, fonds de l'Agence télégraphique suisse (ATS), dossier ATS Perrochet-Matile (Eugène)[5].

## Expositions
- 2001 : Regards sur la ville, 1900-1939, Lausanne, Musée historique de Lausanne.
- 2015 : Neuchâtel. Avant - après, Neuchâtel, Musée d'art et d'histoire.
- 2017 : La photographie d'archive à l'âge numérique, Lausanne, Archives de la construction moderne-EPFL[6].